# 로베르트 리터 폰 그라임
로베르트 리터 폰 그라임(독일어: Robert Ritter von Greim 1892년 6월 22일 ~ 1945년 5월 24일) 은 독일의 원수, 비행기 조종사, 군 장교이며, 제2차 세계 대전 당시 독일 공군의 마지막 사령관이다. 패전 후에 사이안화 칼륨을 먹고 자살하였다.